# Drei-Finger-Regel

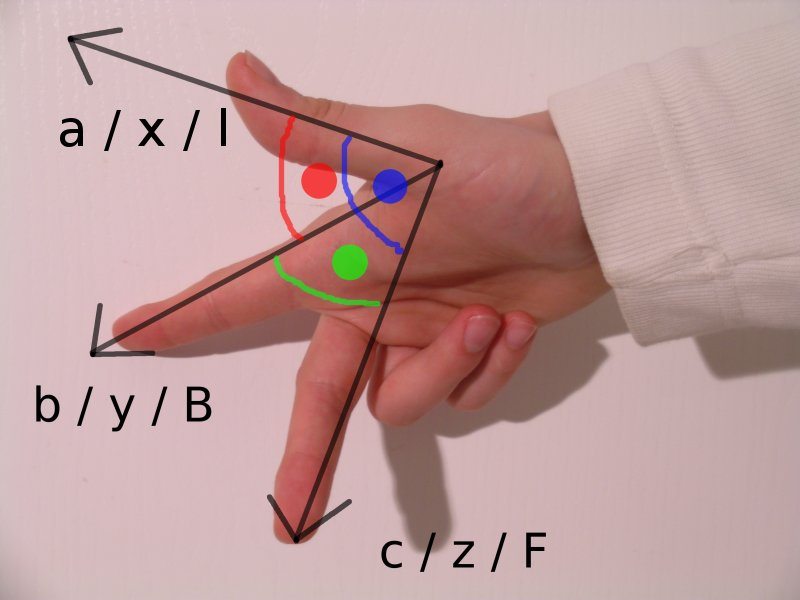
Die Drei-Finger-Regel

Die Drei-Finger-Regel ist eine Merkregel zur Bestimmung der relativen Orientierung dreier über das Kreuzprodukt zusammenhängender vektorieller Größen. Die Regel ist üblicherweise so formuliert, dass sie für die rechte Hand passt, weshalb sie auch als Rechte-Hand-Regel bezeichnet wird.

## Geometrie

Drei-Finger-Regel beim Kreuzprodukt

Die Orientierung des Vektors, der sich aus dem Kreuzprodukt {\displaystyle {\vec {a}}\times {\vec {b}}={\vec {c}}} im dreidimensionalen Raum ergibt, wird veranschaulicht, indem der Daumen der rechten Hand in Richtung des Vektors {\displaystyle {\vec {a}}} zeigt, der Zeigefinger in Richtung des Vektors {\displaystyle {\vec {b}}}. Daumen und Zeigefinger liegen dabei in einer Ebene mit der Handfläche. Der Mittelfinger steht 90° ab und zeigt in Richtung des sich aus dem Vektorprodukt ergebenden Vektors {\displaystyle {\vec {c}}} (vgl. Bild oben).
Dies kann auch für die Orientierung von orthogonalen Koordinatensystemen verwendet werden. Da eine zyklische Permutation der Reihenfolge der Vektoren unschädlich ist, gilt z. B. mit Einheitsvektoren:
{\displaystyle {\hat {x}}\times {\hat {y}}={\hat {z}}\Leftrightarrow {\hat {z}}\times {\hat {x}}={\hat {y}}\Leftrightarrow {\hat {y}}\times {\hat {z}}={\hat {x}}}

## Richtung des Drehimpulses
Bei Rotation eines Körpers ergibt sich der üblich definierte Drehsinn (gegen den Uhrzeiger) des Drehimpulses in gleicher Weise aus dem Kreuzprodukt des Radialvektors mit der Tangentialgeschwindigkeit {\displaystyle {\vec {L}}={\vec {r}}\times m{\vec {v}}}. Die rechte Hand stellt dabei das Drehzentrum dar, der Daumen zeigt radial nach außen und der Zeigefinger in Richtung der Bewegung tangential zu dem Punkt, auf den der Daumen zeigt. Der Mittelfinger bestimmt dann die Richtung und somit das Vorzeichen des Drehimpulses. Die Regel gilt auch bei zyklischer Permutation: der Daumen zeigt in Richtung des Drehimpulses, der Zeigefinger zeigt vom Drehzentrum weg entlang dem Radius und der Mittelfinger zeigt die Richtung der Tangentialbewegung an. Dabei ist der Drehimpuls ein Axialvektor, der die Drehebene sowie die Drehrichtung repräsentiert.

## Elektromagnetismus und Elektrotechnik

Lorentz-Kraft auf einen freibeweglichen positiven Ladungsträger (links) und einen stromdurchflossenen elektrischen Leiter (rechts)

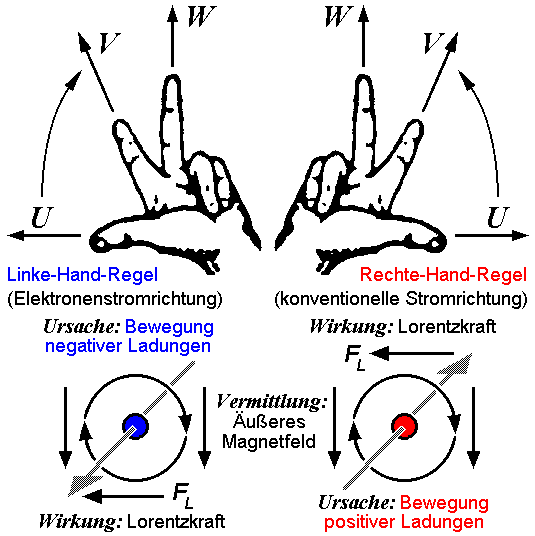
Linke- und Rechte-Hand-Regel im Vergleich

Im Kontext des Elektromagnetismus ist die Merkregel auch als UVW- („Ursache-Vermittlung-Wirkung-“) -Regel oder, nach den Größensymbolen der vorkommenden vektoriellen Größen, als IBF- oder FBI-Regel bekannt.
Beispiel: Vorgehensweise für die Ermittlung der Auslenkung eines stromdurchflossenen Leiters in einem Magnetfeld (Leiterschaukel-Versuch):
1. Der ausgestreckte rechte Daumen folgt der technischen Stromrichtung, also der Bewegungsrichtung von positiv geladenen Ladungsträgern oder der entgegengesetzten Bewegungsrichtung negativer Ladungsträger.
2. Der ausgestreckte rechte Zeigefinger folgt der Richtung der Magnetfeldlinien, also der Richtung, in die sich der Nordpol eines Probemagneten ausrichtet.
3. Der abgeknickte rechte Mittelfinger (senkrecht zum Zeigefinger) zeigt in die Wirkungsrichtung der Lorentzkraft.

Für die Lorentzkraft {\displaystyle {\vec {F}}_{L}} gilt:
{\displaystyle {\vec {F}}_{L}=q({\vec {v}}\times {\vec {B}})} ({\displaystyle q}: Ladung der Teilchen, auf welche die Kraft wirkt, {\displaystyle q<0} bei Elektronen) oder
{\displaystyle {\vec {F}}_{L}=I({\vec {l}}\times {\vec {B}})} ({\displaystyle l}: stromdurchflossenes Leiterstück)
Zur Richtungsbestimmung des Magnetfeldes einer stromdurchflossenen Spule siehe die Rechte-Faust-Regel.
Es gibt auch die direkt auf der Bewegungsrichtung der Elektronen fußende „Linke-Hand-Regel“ oder „Linke-Faust-Regel“. Wie die nebenstehende Abbildung zeigt, funktionieren diese Regeln analog den Regeln der rechten Hand, allerdings nicht mehr auf Grundlage der konventionellen oder „technischen“ Stromrichtung, sondern der Bewegung der Elektronen, was insbesondere dann von Nutzen ist, wenn man die Bewegung negativ geladener Teilchen wie Leitungselektronen oder Kathodenstrahlen untersucht, da man in diesem Fall auf eine gedankliche Richtungsumkehr der Ladungsträgerbewegung und rechnerisch auf die Negation (der Ladung {\displaystyle q} in der Lorentz-Formel, siehe oben) verzichten kann. Aufgrund der traditionellen Vorherrschaft der Rechte-Hand-Regeln jedoch empfinden viele Menschen die Linke-Hand-Regel als eine zusätzliche Regel, die sie mehr verwirrt als unterstützt, umso mehr, als auch im Schulunterricht sehr uneinheitlich mit ihrer Vermittlung umgegangen wird. 

## Mnemoniken

### UVW-Regel
Der Daumen zeigt in Richtung der Ursache, im Beispiel in die technische Stromrichtung {\displaystyle I} oder die Bewegungsrichtung der positiven Ladung {\displaystyle q} (und damit entgegen der Bewegungsrichtung der Elektronen). Der Zeigefinger zeigt senkrecht zum Daumen parallel zu den magnetischen Feldlinien, also der Vermittlung (auch Verknüpfung), dem Magnetfeld {\displaystyle {\vec {B}}}. Der Mittelfinger zeigt rechtwinklig zu Daumen und Zeigefinger in Richtung der Wirkung, der Lorentzkraft {\displaystyle {\vec {F}}_{L}}. Ursache kann andererseits auch die Relativbewegung des Leiters im Magnetfeld sein. Die Wirkung ist in diesem Fall die erzwungene Bewegung der Elektronen entlang des Leiters, also ein elektromagnetisch induzierter elektrischer Strom.

### FBI- oder IBF-Regel

Flemings Linke-Hand-Regel mit den Richtungen vom Stromfluss der Elektronen (I), dem Magnetfeld (B) und der Lorentzkraft (F_{L}).

Flemings Linke-Hand-Regel, auch als FBI-Regel bekannt, verwendet die linke Hand. Eine Alternative hierzu ist die IBF-Regel, die die rechte Hand verwendet.
Die Anfangsbuchstaben der beteiligten Größen werden für die Mnemonik verwendet. Der Daumen steht dabei für den Strom {\displaystyle {\vec {I}}} (Orientierung hängt von der verwendeten Hand ab, siehe oben). Der Zeigefinger stellt das Magnetfeld {\displaystyle {\vec {B}}} dar und weist in die Magnetfeldrichtung. Der Mittelfinger zeigt die Richtung der wirkenden Lorentzkraft {\displaystyle {\vec {F}}_{L}} an. Bei der umgekehrten Buchstabenfolge FBI müssen die Finger ebenfalls in umgekehrter Reihenfolge aufgezählt werden, die Zuordnung der Finger zu den physikalischen Größen darf sich nicht umkehren.

## Trivia
Die Drei-Finger-Regel ist auf der seit 2018 ausgegebenen 200-Franken-Banknote der Schweiz als Symbol für das Koordinatensystem abgebildet.

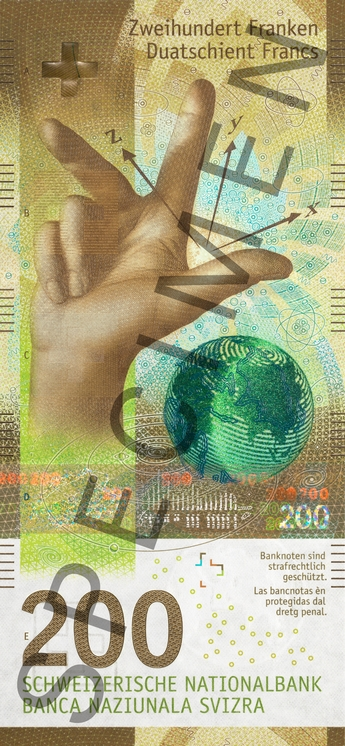
Drei-Finger-Regel auf Schweizer Banknote